# Dicamptus crassellus
Dicamptus crassellus là một loài tò vò trong họ Ichneumonidae.